# 聖霊機ライブレード
『聖霊機ライブレード』（せいれいきライブレード）は、ウィンキーソフトより2000年3月23日に発売されたPlayStation用ゲームソフト。同年9月28日には不都合箇所の修正とシナリオとイラストの追加、公式サイト上のスペシャルページ（現在は閉鎖済み）に入るためのパスワードを追加したドリームキャスト版が発売された。2007年11月28日よりPS1版がゲームアーカイブスにて配信されていたが、ウィンキーソフトの倒産に伴い配信は終了している。

## 概要
バンプレストの下請けとして同社の看板作品スーパーロボット大戦シリーズを開発していたウィンキーソフトによる、初のオリジナル作品。長年オリジナル作品を作りたいと考えていたウィンキーソフトが、かつて同社に所属しスーパーロボット大戦シリーズの主要開発メンバーだった阪田雅彦に話を持ち掛け本作が制作された。内容は、阪田がこれまで実現できずに温めていた、スーパーロボット大戦シリーズのスピンオフ作品『魔装機神 THE LORD OF ELEMENTAL』（以下、『LOE』）の続編企画を土台とし、そこに新要素を追加したものとなっている。
ウィンキーソフトの公式サイトでは続編『聖霊機ライブレードII』、『聖霊機ライブレード ディスタンス オブ ディザイア』の発売が告知されていたが、詳しい情報は明らかになっていない。

## システム
ゲームの流れは戦術パートとプライベートパートの二つに分別されている。

### 戦術パート
攻撃方向によるダメージ修正や高さの概念、ZOC（ゾーンオブコントロール）の存在など、『LOE』と同様のシステムを採用している。その他で『LOE』と異なる点を挙げる。
- 「精神ポイント」が存在せず、信頼コマンド（精神コマンドと同様）を使用する際にもプラーナを消費する（タイトルデモではコマンド名称が「プラーナ」となっている）。
- 資金を使ってユニットを強化改造できるがHPと装甲値のみに限られ、武装は改造不可。
- 中盤から使用できる主人公機「ライブレード」は二人乗りで、同乗者となるヒロインを選択できる（つまり女性キャラクターのみ）。同乗者によってライブレードの性能や使える必殺技が異なる。キャラクターによりワイド兵器（『LOE』でいうマップ兵器）にもなる。また、戦闘終了時には同乗者との愛情度も上昇する（ライブレードが撃破されていた場合は減少）。

### プライベートパート
リーボーフェンの艦内で様々な場所で各キャラクターの信頼度やヒロイン候補の好感度を上げていくパート。信頼度が高いとプラーナ補正値が上がり、ライブレードの同乗者の好感度が高いと主人公に補正がかかる。

## ストーリー
友人達とごく普通の高校生活を送っていた主人公・風見透夜であったが、4月8日の金曜日の放課後、学校の校庭に二体のロボットが落ちてきて戦闘を始める。偶然にもその一方に乗り込んだ彼はそこから今までの平凡な日常と別れることとなる。

## 登場人物

### リーボーフェンクルー

#### 聖霊機操者
トウヤ・カザミ（風見 透夜）
本作の主人公。因果律の変調により異世界アガルティアへと導かれた。17歳。やや暗い雰囲気があるが根はかなりの熱血漢。幼少の頃から祖父の開く道場で鍛えられたため、運動神経がよく大抵のスポーツはこなせる。両親は空港爆破テロに巻き込まれ死亡しており、飼い猫であるヤマトと暮らしていた。下着はトランクス派。
搭乗機：ゼイフォン→ライブレード
ヤマト
トウヤが中学の時に拾った雌の黒猫。トウヤと一緒にアガルティアに行くが、トウヤの（アガルティアでの）初陣で戦闘に巻き込まれ瀕死の重傷を負う。手術の結果、身体の8割が人工臓器となり、おまけとして会話機能とパーソナルセンサー（プライベートパートで皆の居場所がわかる機能）などが追加された。「な」の発音が「ニャ」になる。手術の成功祝いにアルフォリナから赤いリボンをプレゼントされる。
アイ・テンノージ（天王寺 亜衣）
ヒロイン候補のひとり。トウヤより前に導かれた女子高生。15歳。アガルティアに来た当初は周囲と距離をとっていたが、女王と友人関係を築いた後に誰とでも友達になれるようになった。性格はお気楽極楽で特技はお菓子作り。「パティシエアイちゃん」を自称し味は悪くないようだが、作るためには甚大な犠牲が必要。常にセーラー服を着ており、クローゼットにはセーラー服ばかり何着もある。レオーネの着替えにもセーラー服を薦めるなど、こだわりがある様子。ヒロイン時のエンディングでは私服で登場する。おばあちゃん子で古風なところや、食べ物を粗末にしないなどの一面を持つ。
搭乗機：ビシャール
カスミ・スオウ（蘇芳 佳澄美）
ヒロイン候補のひとり。トウヤの小学校の時からの幼馴染。17歳。トウヤを追ってアガルティアにやってくる。黒髪ロングでストレート、眼鏡属性、内気で家庭的で献身的。登場時から好感度が高い。
搭乗機：オルベスト
クロビス・カミリオン
トウヤより前に導かれた元ブラジル空軍パイロット。30歳。最初の聖霊機操者。性格は陽気で人懐っこく、女性には手が早い。ときどき色々な意味で弾けることがある。なぜか猫（特に黒猫）が苦手。
搭乗機：バルドック
アーサー・ヌコモ
ジンバブエ出身でクロビスの次にアガルティアへやって来た。25歳。冷静沈着で頭脳明晰。暴走するメンバーを抑える役になっている。アイ曰く「ナンバー2の席にいてこそ光るキャラ」。艦内では主に読書で過ごしていて、その知識を生かした講釈は非常に長い。下着はシルクを愛用。
搭乗機：ドライデス
フェイン・ジン・バリオン　
アガルティア出身者だがプラーナが高く、聖霊機装者となった騎士。18歳。性格は思い込みが激しく、やや暴走気味。一度聖霊機に搭乗したという既成事実を利用する強引なやり方で操者になった。淑やかな女性が好み。艦内では何時も身体を鍛えている。師匠はアガルティア最高の騎士レスト・ジン・ベニッシュ。
搭乗機：デュッセルドフ
コォウ・シィウチェン（郭秀健）　
2年半前にアガルティアにやって来た中国人。23歳。当初は他人とよくいざこざを起していたが、同時期にやって来たメリッサの取り成しによりようやく周囲に溶け込む。その後メリッサと恋人関係になるが、戦闘時に彼女が行方不明となってしまって以降、寡黙にしている。本来は礼儀正しく、人に対しても自分に対しても厳しい。艦内では武術の鍛錬をしている。
搭乗機：ホンシェンコワン（紅閃光）
オーレリィ・パンダボアヌ　
ヒロイン候補のひとり。フランス出身。19歳。冷たく近寄りがたい雰囲気を醸し出しているが、実は料理上手。また、極度の動物好きでヤマトを幾度も拉致監禁したりもする。ヒロイン候補の中で一番大人びた容姿のため、実年齢より年上に見られていた。実はクロビスに惚れていたため、攻略難易度が高め。
搭乗機：パリカール
ゲンズバリオレッド・メルセーヌ　
後述のロザリーの弟。名前が長いのでゲンと通称される。クルー最年少の10歳でちょっと生意気な性格。フェインと同じく強引にゼイフォンに乗り込み、出撃してしまったことがきっかけで聖霊機操者となる。ゼ=オードの一体、ゴーデリウスの攻撃を初陣ながら回避するなど操者として非凡な才能を持つ。
搭乗機：ゼイフォン
メリッサ・グールド　
シィウチェンと同時期にアガルティアに導かれたオーストラリア人。21歳。シィウチェンと他の人の間を取り持っている内に愛が芽生えるが、演習の際に偶然ジグリム軍と遭遇し、そのまま戦闘に入ってしまった際にシィウチェンを庇い行方不明となる。その後ジグリムの研究者のベイオに助けられるが記憶喪失となり、そのままベイオの元でテストパイロットとして生活するが、バイン・ダーガのテストでシィウチェンと戦った際に記憶の一部を取り戻す。そしてベイオとの賭けに勝利することでシィウチェンの元へと戻ることになる。リーボーフェン所属の女性操者で唯一ヒロイン候補にならない。
搭乗機：アハティ、バイン・ダーガ
メルヴィ・クラシオ　
ヒロイン候補のひとり。聖地の学者であるフォルゼンとパルディアの娘。12歳。控えめかつ甘えん坊な性格で、人見知りの気も少々ある。方向音痴で、リーボーフェンはもちろん聖地でも迷子になっていた。操者としての素質が非常に高く、母親には内緒で聖霊機開発計画のテスト操者をしていた。ルート限定であるが、リーボーフェンに隠れて乗ったことがきっかけで正規の操者となる。
搭乗機：フォルスティン
クルル・バーグリー　
ヒロイン候補のひとり。ジグリム共和国の騎士グラード・バーグリー少佐の一人娘。12歳。普段はハキハキして明るいが寂しがりな一面を持つ。「やらしー」が口癖。歳の割りに発育が良く、スリーサイズがアイとあまり変わらない。ルート限定で聖霊機操者となる（メルヴィとはルート選択の時点で択一になる）。
搭乗機：フォルスティン

#### ブリッジクルー
ロア・ジン・クランクハイト
リーボーフェンの艦長。元ヨークの軍人で名うての名将とのこと。全て「うむ」としか言わない変わり者。
ユミール・エアル・クラシオ
ヒロイン候補のひとり。“錬金学聖協会一等学士主席”の肩書きを持つ優秀な錬金学士。29歳。“聖霊機開発計画”にも加わっている。大人びた風貌だが子供っぽい面も持つ。ロアの「うむ」を理解できる数少ない一人。109年前にゼ=オードの研究を止めたウェニマスとゼ=オードのライルとの子。ライブレードの起動の条件が共鳴結晶とレニス・エンロードの遺伝情報とのことから、実はトウヤと血縁関係にある。聖霊機操者ではないが、特定条件を満たすとライブレードに同乗可能になる。
ガボン・ジン・ボレイショ
リーボーフェンの機関士兼船医。58歳。アルコール好きなガンコ親父。ヤマトの手術を担当し、さらなる改造を行おうとしている。既婚者だが妻子とは死別している。
バレン・ジン・ヨークル
リーボーフェンの操舵手。大柄で強面だが臆病でシャイな面を持ち、頭脳労働派。無口であまり喋らない。ロアの「うむ」を多少理解できる。
バート・ジン・ガッキョク
リーボーフェンの主計士で経理担当。怪しいコネがあり、彼の手に掛かれば補給物資や地上の中々手に入りにくいもの、さらには露天風呂の見取り図まで調達できる。
デロック・ジン・エイカク
リーボーフェンの航海士兼砲術士。25歳。でっぷりとした巨体で怪しい趣味を持つが射撃技術は超一流。またシィウチェンも驚くほど素早い身のこなしを見せる。幼馴染のセフィアと婚約している。
シスク・テオラ・レトレス
リーボーフェンの観測手兼料理人。外見は幼く見えるが20歳。実は良家のお嬢様であったが、ローディスに一目惚れし傍にいたい一心から内部工作と努力の末、クルーになる。しかしリーボーフェンにローディスは同乗しなかった。
ミヤスコ・ジニア・ブランブレ
リーボーフェンの通信士。23歳。医者の資格もありガボンの助手としても働く。穏やかで人当たりが良く、優しい性格。実はジグリムの人体強化計画の実験体であった過去を持ち、首の裏には実験体の証である印が刻まれている。

#### 整備士チーム
セリカ・ラニアード・メスティナ
ヒロイン候補のひとり。アガルティア王国第一王女。16歳。王位継承権がないため自由奔放に育ち、超がつくほどのメカフェチになってしまう。コンピュータのプログラムは元より聖霊機の設計までこなす優秀な頭脳の持ち主でメカニックの整備長的存在。それなりのプラーナを持ち聖霊機操者としても活動する。
搭乗機：セルフィン
整備士A〜F
セリカの下で働く整備士。名前は無いが全員異なる顔グラフィックを持つ。ただし、全員帽子に隠れて目は見えない。

#### その他
ロザリー・テオラ・メルセーヌ
アガルティア王国内で小さな店をゲンと一緒に経営していた。そのせいもあり厳格で押し付けがましい所もある。17歳。“働かざる者食うべからず”を信念にしているらしく、お客が忘れていったぬいぐるみを保管すると称して店前で看板を持たせようとしていた。王国内の戦闘で偶然トウヤに店を半壊させられ、住み込みで働く形でリーボーフェンの料理人となる。

### ゼ=オード
バフレッド・デビッシュ
ゼ=オードの首魁。デビッシュたちは本来109年前の時代にいた研究者で、爆発の影響により106年後に飛ばされた。バフレッドは意識体のみが飛ばされたが、とある人物に同化して復活を遂げる。
搭乗機：ゴーデリウス
シャール・デビッシュ
バフレッドの娘。かつて盲目だったが、現在は手術で視力を得ている。ただし滅多に目を開かない。
搭乗機：パルテノス
ライル・エンロード
ウェニマスの紹介で人の精神構造の研究をしていた。ウェニマスとは恋人であったが、109年前の<ゼ・オードの恐怖>の際に弟のレニスとウェニマスがライブレードを奪取して対立したことにより二人の関係を疑う。
搭乗機：レイオード
ベルンスト・ビューロー
「人の感情」を研究する科学者。迷っているトウヤにアドバイスをしたり、レオーネをトウヤに託すなど奇妙な行動が多い。
搭乗機：ガイオゾン
レオーネ・デビッシュ
ヒロイン候補のひとり。16歳。デビッシュの娘とされるが、実はベルンストによって作り出された人造人間。そのためか常人を遥かに上回る運動神経と筋力を持ち、空腹時にはヤマトですら食料として食べられかける程自我が無くなる。トウヤと水浴びの最中で出会い、その際自分の服が川に流されてしまい、女性陣によるコーディネート大会で様々な洋服を着せられる。PS版では必ず死亡してしまうが、DC版では生存するエンディングが追加された（複雑な条件が必要）。
搭乗機：エレアナ

### その他の人々

#### 地上
西園寺 晃一郎
トウヤの友人。二枚目だがWデートの自分の相手を忘れたり、ロボットマニアでマジンガーZやゲッターロボの存在を信じているなど変わっている。昔は荒れていたりトウヤと親友となるきっかけの事件があるなど設定が多い。
皇 綾香
トウヤのクラス担任。実家が神社で巫女をしていた。占いと利き酒（地酒限定）が得意で、趣味は遠泳。

#### ヨーク
アルフォリナ・エル・イスターシュ
ヨーク国の女王。14歳で女王の立場となっているが、お菓子作りが趣味という普通の女の子らしい面もある。ローディスに憧れており、国を挙げて聖霊機開発計画を協力する。「先見」という予知能力を持っていて、その力でトウヤの未来に関心を持ちライブレードの起動のキーとなる共鳴結晶を渡す。ルートによって時期は異なるが、カインに操られた宰相の凶刃にかかり命を落とす。

### アガルティア王国
ローディス・ラング・メスティナ
アガルティア王国皇太子で第一王位継承者。聖霊機開発計画を発動させた人物。責任感が強く行動力もあるが型式にはあまりこだわらない性格。本人は自覚はないが女性に対して節操が無い。また、12の特技を持っているがそのうち11は不明。実は出生に秘密がある。
ティックス・ラング・メスティナ
アガルティア王国皇子で第二王位継承者。頭脳優秀で穏やかな性格。兄ローディスを尊敬すると同時に嫉妬もしており、そこをカインにつけ込まれる。

## 関連商品

### 攻略本
- 『電撃攻略王 聖霊機ライブレード 公式攻略ガイド』（メディアワークス、2000年5月5日刊行） ISBN 4-8402-1549-9　PS版対応
- 『ドリームキャスト必勝法スペシャル 聖霊機ライブレード』（勁文社、2000年11月10日刊行） ISBN 4-7669-3648-5　DC版対応

### CD
- 『聖霊機ライブレード オリジナルサウンドトラック』（コナミ、2000年11月22日発売） KMCA 81~82